# Рио-Негро (Чили)
Рио-Негро (исп. Río Negro) — город в Чили. Административный центр одноимённой коммуны. Население — 6583 человека (2002). Город и коммуна входит в состав провинции Осорно и области Лос-Лагос.
Территория коммуны — 1265,7 км². Численность населения — 13 952 жителя (2007). Плотность населения — 11,02 чел./км².

## Расположение
Город расположен в 80 км на северо-запад от административного центра области города Пуэрто-Монт и в 25 км на юг от административного центра провинции города Осорно.
Коммуна граничит:
- на севере — с коммунами Осорно, Сан-Хуан-де-ла-Коста
- на востоке — с коммуной Пуэрто-Октай
- на юге — с коммуной Пурранке

На западе коммуны расположен Тихий океан.

## Демография
Согласно сведениям, собранным в ходе переписи Национальным институтом статистики, население коммуны составляет 13 952 человека, из которых 7100 мужчин и 6852 женщины.
Население коммуны составляет 1,76 % от общей численности населения области Лос-Лагос. 59,64 % относится к сельскому населению и 40,36 % — городское население.